# 杨文海 (宝鸡)
杨文海（1964年6月5日—），陕西宝鸡市人，中华人民共和国政治人物。
毕业于宝鸡师范学院子校任教。后担任宝鸡市人民政府综合科长。2001年1月，任金台区人民政府副区长。2004年，当选区长。2006年7月10日，任中共定边县委常委、副书记。2006年7月14日，担任定边县县长。